# Renate Rudolph
Renate Rudolph (Leipzig, 24 de novembro de 1949) é uma ex-handebolista alemã, medalhista olímpica.

## Carreira
Renate Rudolph fez parte da equipe alemã oriental do handebol feminino, medalha de bronze em Moscou 1980, com um total de 5 partidas.